# Roger Cáceres Velásquez
Roger Enrique Cáceres Velásquez (Juliaca, 25 de diciembre de 1929) es un abogado y político peruano. Fundador y líder del Frente Nacional de Trabajadores y Campesinos, fue congresista de la república durante el periodo 1995-2000 y senador de 1980 a 1992. También ejerció como parlamentario constituyente en dos ocasiones: de 1978 a 1980, y de 1993 a 1995; y como diputado por Puno, de 1956 a 1963.

## Biografía
Nació en la ciudad de Juliaca, ubicado en el departamento de Puno, el 21 de diciembre de 1929. Es hijo de Enrique Cáceres Gonzales y de Juana Velásquez García, y el mayor de siete hermanos, entre los que se cuentan los excongresistas (ya fallecidos) Luis Cáceres Velásquez, Pedro Cáceres Velásquez y Néstor Cáceres Velásquez.
Realizó sus estudios primarios en el Colegio San Román de Juliaca y los secundarios en el Colegio San Francisco de la ciudad de Arequipa. Luego ingresó a la Universidad Nacional de San Agustín donde estudió la carrera de Derecho entre 1950 y 1955, recibiéndose de abogado. También cuenta con un estudio en Filosofía.
Es casado y tiene 8 hijos.

## Carrera política
Roger Cáceres Velásquez se inició en el ámbito político como miembro y cofundador del Partido Demócrata Cristiano de Héctor Cornejo Chávez, donde ejerció como vicepresidente de la Juventud Mundial Social Cristiana en 1958. 
En 1956 fue elegido como diputado en representación de Puno para el periodo 1956-1962. Fue reelegido en las elecciones de 1963 por la alianza Acción Popular - Democracia Cristiana, sin embargo, su cargo fue interrumpido el 3 de octubre de 1968 por el golpe de Estado militar del general Juan Velasco Alvarado.
En octubre de 1963 renunció a la Democracia Cristiana y lideró un movimiento que tenía como base el llamado Frente Sindical Campesino de Puno, fundado en 1958, y el Frente Departamental de Trabajadores y Campesinos de Puno, formalizado en 1963. Contando con dichas bases, el 18 de mayo de 1968, junto con sus demás hermanos, fundó y presidió el Frente Nacional de Trabajadores y Campesinos (FRENATRACA). El acto inaugural del flamante partido se realizó en la Plaza San Martín de Lima, con un desfile al que se denominó «La marcha de los chullos».
En 1978, postuló a la Asamblea Constituyente convocada por el general Francisco Morales Bermúdez. Fue elegido constituyente y ejerció dicho cargo hasta julio de 1980. Tuvo una activa participación en la elaboración de la Constitución de 1979.
Posteriormente fue candidato presidencial en las elecciones generales de 1980 donde no obtuvo éxito. Sin embargo, al permitir la ley que un candidato presidencial pudiera postular al mismo tiempo al Senado, logró ser elegido como senador para el periodo parlamentario 1980-1985.
Fue nuevamente reelegido como senador en las elecciones de 1985 y en las elecciones de 1990.
En el Senado desempeñó como miembro de la Comisión Investigadora de la masacre militar ocurrida en la zona de Barrios Altos en Lima. Pero su periodo congresal acabó abruptamente el 5 de abril de 1992, tras el golpe de Estado decretado por el presidente Alberto Fujimori. 
Desde entonces, Cáceres formó parte de la oposición al régimen fujimorista. Ese mismo año, Cáceres postuló a la convocatoria de las elecciones para el Congreso Constituyente Democrático y fue elegido con 74 794 votos. Durante su labor en el Congreso Constituyente Democrático, fue miembro de la Comisión Constitucional presidida por Carlos Torres y Torres Lara. También presidió la Comisión que investigaba la masacre militar contra estudiantes de la Universidad Nacional Enrique Guzmán y Valle “La Cantuta”, en donde se logró ubicar los cuerpos de los estudiantes enterrados en fosas por el Grupo Colina.
En las elecciones parlamentarias de 1995, fue elegido congresista de la república con 7577 votos para el periodo parlamentario 1995-2000. Durante esta gestión, apoyó a los magistrados del Tribunal Constitucional quienes habían sido ilegalmente destituidos por la mayoría fujimorista y también se mostró a favor del referéndum que pretendía frenar la segunda reelección de Alberto Fujimori.
Luego de culminar su gestión y tras la desaparición del FRENATRACA por perder su inscripción electoral, Cáceres se integró al partido Unión por el Perú y postuló a la reelección en las elecciones parlamentarias del año 2000, sin embargo, no resultó reelegido. 
En el año 2001, decidió apoyar a la candidata presidencial de Unidad Nacional, Lourdes Flores, y fue invitado como candidato al Congreso de la República por Puno donde no resultó elegido y decidió alejarse del ámbito político.
Posteriormente en 2015, Cáceres reapareció y evaluó su posibilidad de volver a postular al Congreso de la República para las elecciones generales del 2016.